# Чижовка-2
Чижовка-2 — деревня в Рославльском районе Смоленской области России. Входит в состав Любовского сельского поселения. Население — 441 житель (2007 год). 
Расположена в южной части области в 22 км к северо-востоку от Рославля, в 0,1 км южнее автодороги А101 Москва — Варшава («Старая Польская» или «Варшавка»), на берегу реки Белышка. В 16 км южнее деревни расположена железнодорожная станция О.п. 14-й км на линии Рославль — Фаянсовая. 
Храм в честь иконы Божией Матери "Всех Скорбящих Радость" (с 1992г)

## История
В годы Великой Отечественной войны деревня была оккупирована гитлеровскими войсками в августе 1941 года, освобождена в сентябре 1943 года.